# Orcinus citoniensis
Orcinus citoniensis is een uitgestorven dolfijnsoort. De soort leefde in het Laat-Plioceen en het Gelasien (grofweg 2-3 miljoen jaar geleden). De soort behoort tot het geslacht Orcinus en is nauw verwant aan de huidige orka alhoewel hij beduidend kleiner was: een volwassen dier was ongeveer 4 meter lang. Mogelijk was het een fossiele overgangsvorm tussen de orka's en de dolfijnachtigen. Hij leefde in dezelfde periode als de reuzenhaai megalodon. Op grond van de plaatsen waar de fossielen zijn gevonden, wordt aangenomen dat de soort leefde in ondiepe kustwateren.

## Fossiele vondsten
Fossielen van deze soort werden voor het eerst in 1883 gevonden door de paleontoloog Giovanni Capellini, nabij de Italiaanse plaats Cetona, en daaraan heeft de soort haar naam te danken. In 1887 ontdekte de Britse geoloog Richard Lydekker een gelijkend fossiel in het oosten van Engeland.